# Rochemolles
Rochemolles is een plaats (frazione) in de Italiaanse gemeente Bardonecchia.